# Fibule de Nordendorf

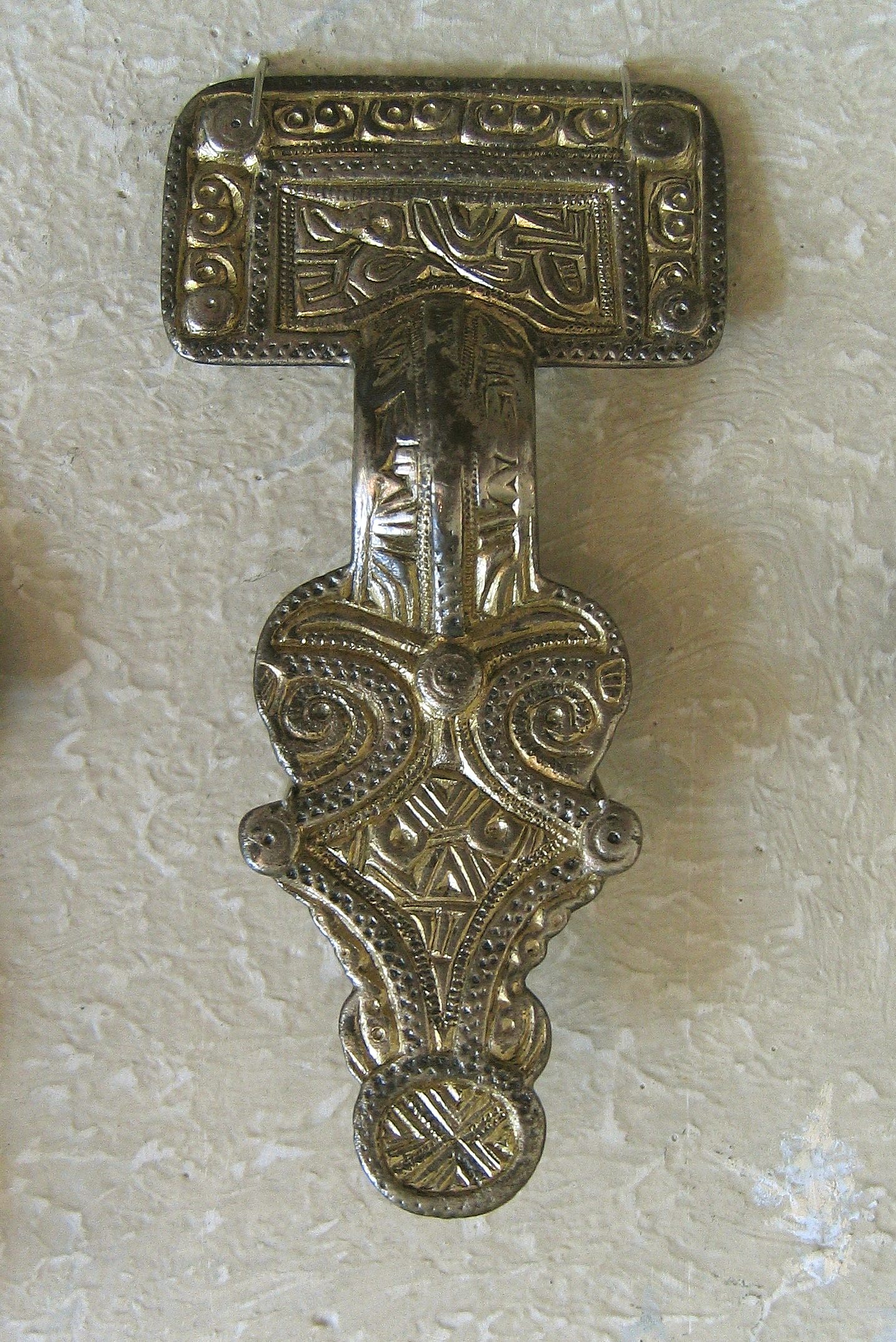
La fibule de Nordendorf I

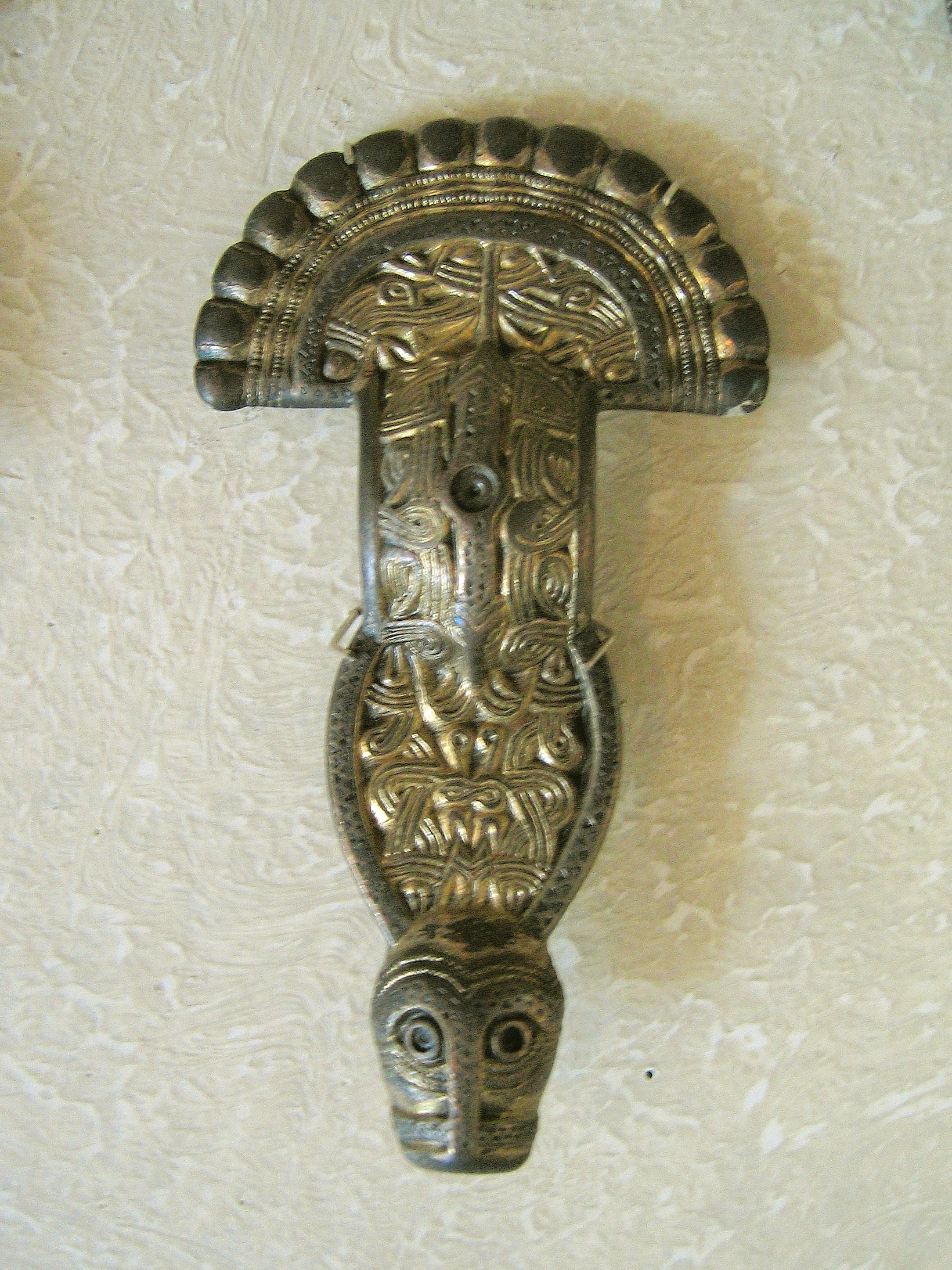
La fibule de Nordendorf II fibula

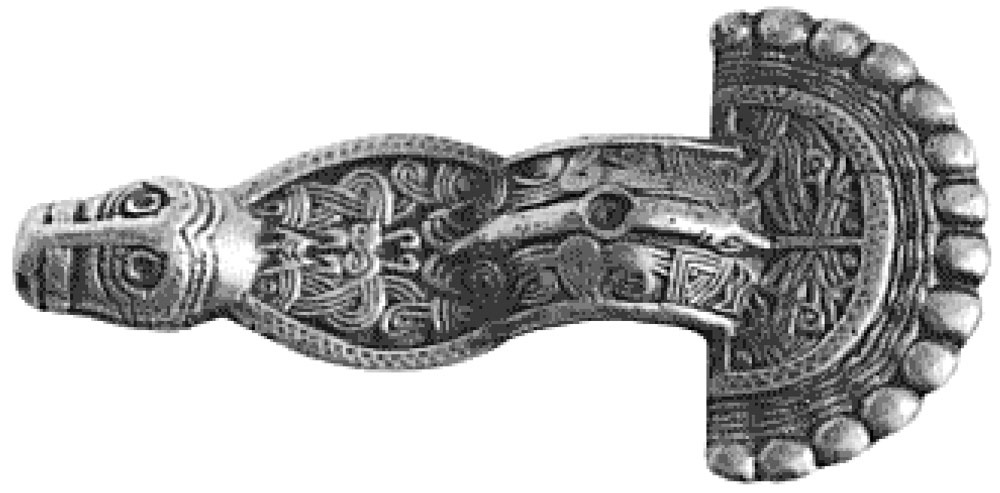
La fibule de Nordendorf II.
Maximilianmuseum d'Augsbourg.

La fibule de Nordendorf est une fibule d'origine alémanique datant du début du VIIe siècle. Elle a été retrouvée en 1843 dans les environs de Nordendorf, près d'Augsbourg (Bavière). Elle porte une inscription runique mentionnant plusieurs divinités germaniques. 
Il est en effet écrit, en ancien futhark :
Logaþore
Wodan
Wigiþonar
Les deux derniers noms ne posent pas de problème d'interprétation. Wodan est la forme en germanique occidental de l'Odin nordique. De même, Þonar correspond à Thor. La signification de wigi- reste discutée. Une traduction fréquente de wigiþonar est « Que Þonar consacre » (les runes, ou la fibule), formule dont l'équivalent se retrouve sur plusieurs pierres runiques de la période viking. Cet interprétation par du postulat que wigi- viendrait du proto-germanique *wīhaz « sacré ». On peut également voir dans wigi- le nom proto-germanique *wīgą « bataille », associé par agglutination au nom de Þonar.  
La signification de Logaþore est en revanche incertaine. La formule le plus souvent interprétée comme l'invocation d'une triade de dieux pour obtenir la chance, le bonheur. Dans cette hypothèse, Logaþore a été rapproché de Lóðurr et de Loki. 

## Sources
- Marez, Alain. Anthologie runique. Paris : Les Belles lettres, 2007. (Classiques du Nord).  (ISBN 978-2-251-07111-4).
- Simek, Rudolf. Lexikon der germanischen Mythologie. 3., völlig überarb. Auflage. Stuttgart : Kröner, 2006. (Kröners Taschenausgabe ; 368).  (ISBN 3-520-36803-X).